# Kute Gelime
Kute Gelime is een bestuurslaag in het regentschap Aceh Tengah van de provincie Atjeh, Indonesië. Kute Gelime telt 490 inwoners (volkstelling 2010).